# Francesca Gollini
Francesca Gollini (Rimini, 20 novembre 1976) è una cantante e modella italiana.

## Biografia
Dopo un esordio al Festival di Castrocaro con il brano autoprodotto Favola, Francesca debutta nel mondo dello spettacolo nell'estate 1992 come cantante nel programma di Gianni Boncompagni Bulli & Pupe, condotto da Paolo Bonolis.
Nel settembre dello stesso anno entra nel cast di Non è la Rai, dove resterà per due edizioni (1992-1994).
All'interno del programma guadagna una certa fama, conducendo il gioco della metamorfosi e cantando con la sua voce alcuni inediti come Ailoviù, cover come La lontananza e È tutto un attimo e portando al successo la canzone Rosso, precedentemente incisa da Raffaella Carrà e, in seguito alla versione della Gollini, ripresa da Mina per il suo album Canarino mannaro del 1995.
In seguito Boncompagni le propone di incidere un CD, ma Francesca, già decisa a lasciare il programma di Italia 1, rifiuta la proposta.
Dopo un periodo di pausa dal piccolo schermo diventa corista del quiz preserale di Canale 5 Tira & Molla, condotto da Bonolis e Luca Laurenti che interpretavano la sigla della trasmissione, nella stagione televisiva 1997/1998 e conduce su alcune reti private locali Kaos e sulla syndication di Odeon TV la trasmissione musicale FM TV solo musica italiana.
In questo periodo Francesca incide il singolo dance Only Imagination con lo pseudonimo Cat Francy.
I vari remix vengono inclusi nelle compilation internazionali:
- Sensual Dance[2] musica dance Polonia 1996.
- Dance Machine Vol.1[3] musica dance Repubblica Ceca 1996.
- Double Dance 04[4] musica dance Stati Uniti 1996.
- Promotion Dance Hits Of December '96[5] musica dance Polonia 1997.
- Dance Traxx[6] musica dance Polonia 1997.
- United Dance Of Jumpfloor - Vol. 3[7] musica dance Canada 1997.

Tra il 1999 e il 2002 posa per numerosi servizi fotografici ed è spesso cover girl della rivista Boss Magazine, per conto della quale posa per un calendario nel 2001 (insieme ad Ilaria Galassi e Roberta Mancino) e realizza due video nel 2000 (Vacanze da Spiare 1 e 2) con Ilaria Galassi e Marzia Di Maio.
Nel 2001 viene intervistata per il programma Non era la Rai, che celebra i dieci anni dall'inizio del programma che l'ha lanciata.
Nel 2005 la canzone Only Imagination viene riproposta nella compilation Italian Dance Music 2005 - Vol. 1.
Nel 2009 recita il ruolo dell'attrice protagonista nel videoclip del brano I Lost You di Alberto Bastianelli che è l'ultima apparizione in video.
La canzone Rosso, cantata da Francesca Gollini, è stata inserita nella serie TV 1992 anche se in realtà Francesca la canterà solo a partire dal 1993, ed è anche parte della colonna sonora de Il paese delle spose infelici.
Nel 2007 la canzone di Federico Angelucci Amore e Mistero è stata accusata di plagio da Le Iene di Italia 1: secondo la loro tesi il ritornello della canzone dell'ex ragazzo di Amici di Maria De Filippi sarebbe molto simile alle strofe di Rosso (di G. Boncompagni/G. Magalli/F. Bracardi) cantata dalla Gollini durante Non è la Rai.

## Discografia

### Compilation
- 1993 – Non è la Rai, con le canzoni Ailoviù, Rosso e Tele telefonarti
- 1993 – Non è la Rai sTREnna, con la canzone Questo folle sentimento
- 1996 – Sensual Dance, con la canzone Only Imagination (Night Piano Mix)
- 1996 – Dance Machine Vol.1, con la canzone Only Imagination (Vocal Mix)
- 1996 – Double Dance 04, con la canzone Only Imagination (Cat Mix)
- 1997 – Promotion Dance Hits Of December '96, con la canzone Only Imagination (Night Piano Mix)
- 1997 – Dance Traxx, con la canzone Only Imagination
- 1997 – United Dance Of Jumpfloor - Vol. 3, con la canzone Only Imagination
- 2005 – Italian Dance Music 2005 - Vol. 1, con la canzone Only Imagination

### Singoli
- 1996 – Only Imagination (con lo pseudonimo di Cat Francy)

### Video musicali
- 2009 – I Lost You di Alberto Bastianelli (Francesca recita il ruolo di protagonista nel videoclip)

## Televisione
- Bulli & pupe (Canale 5, 1992)
- Non è la Rai (Canale 5, 1992-1993; Italia 1, 1993-1994)
- Capodanno con Canale 5 (Canale 5, 1992-1993)
- Rock 'n' Roll (Italia 1, 1993)
- Tira & Molla (Canale 5, 1997-1998)
- Kaos (reti private locali, 1997-1998)
- FM TV solo musica italiana (Odeon TV, 1997-1998)
- Non era la Rai (Italia 1, 2001)
- Non è la Rai speciale (Happy Channel, 2005)